# 시루코
시루코(일본어: 汁粉)는 팥을 넣고 달콤하게 끓여 만든 일본 음식이다. 팥죽과 달리 쌀을 넣어 만들지 않는다. 정중한 표현을 만들 때 사용하는 접두사 "오(お)"를 붙여 오시루코(おしるこ)라고도 부른다.
모치나 시라타마 등 쌀떡류나 밤 간로니(조림) 등을 넣어 내며, 우메보시(매실 절임)나 시오콘부(다시마 졸임) 등 시거나 짠 부식과 함께 먹는다.
시마네, 돗토리 등지에서는 새해에 조니(떡국)로 시루코를 먹으며, 가가와 등 일부 시코쿠 지역에서 팥소를 넣은 모치가 쓰이며, 시루코를 만들 때 가가미모치를 쓰기도 한다.

## 비슷한 음식
도쿄를 비롯한 간토 지방과 교토·오사카를 비롯한 간사이 지방에서 시루코와 젠자이를 구분하는 방법이 다른데, 간토에서는 국물이 있게 끓인 것을 "시루코", 물기가 적고 뻑뻑하게 졸인 것을 "젠자이"라 부른다. 간사이에서는 껍질을 제거하고 팥알을 완전히 으깬 팥소나 팥가루로 만든 것을 "시루코"라 부르며, 간토의 "시루코"와 비슷하게 통팥을 국물이 많게 끓인 것을 "젠자이"라 부른다.
한국의 팥죽처럼 쌀을 넣어 끓인 것은 아즈키가유라 부른다.

## 같이 보기
- 팥죽
- 훙더우탕